# Le Chambon-Feugerolles
Le Chambon-Feugerolles település Franciaországban, Loire megyében. Lakosainak száma 12 307 fő (2022. január 1.). Le Chambon-Feugerolles Saint-Just-Malmont, Firminy, La Ricamarie, Roche-la-Molière és Saint-Romain-les-Atheux községekkel határos.

## Népesség
A település népességének változása:
| Lakosok száma | 20 091 | 18 149 | 16 070 | 12 776 | 12 523 | 12 656 | 12 317 | 11 948 | 11 857 | 12 307 |
|               | 1968   | 1982   | 1990   | 2006   | 2013   | 2015   | 2017   | 2019   | 2020   | 2022   |